# Boys Wanna Fight
«Boys Wanna Fight» es una canción que pertenece al cuarto álbum de la banda estadounidense/escocesa Garbage, titulado Bleed Like Me.
- Datos: Q5732993